# جووانی آملیو
جووانی آملیو (ایتالیایی: Giovanni Ameglio؛ ۲۹ اکتبر ۱۸۵۴ – ۲۹ دسامبر ۱۹۲۱) سیاست‌مدار و ژنرال اهل پادشاهی ایتالیا بود.